# Gotesdtanya
Gotesdtanya románul: Gotești, falu Romániában, Erdélyben, Hunyad megyében.

## Fekvése
Reketyefalva mellett fekvő település.

## Története
Gotesdtanya korábban Reketyefalva része volt. 1956-ban vált külön településsé 70 lakossal. 1966-ban 64, 1977-ben 35, 1992-ben 10, a 2002-es népszámláláskor pedig 3 román lakosa volt.